# Meringopus tejonensis
Meringopus tejonensis là một loài tò vò trong họ Ichneumonidae.